# 北龙港社区
北龙港社区，是中华人民共和国江苏省盐城市盐都区下辖的一个乡镇级行政单位。

## 行政区划
北龙港社区下辖以下地区：
北龙社区、南龙社区、龙兴社区和顺北村。